# Pica-pau-de-testa-pintada
O pica-pau-de-testa-pintada (nome científico: Veniliornis maculifrons) é uma espécie de ave da família dos pica-paus.  Ela é endêmica das florestas tropicais do Brasil. De acordo com a União Internacional para a Conservação da Natureza, o status da espécie é pouco preocupante.

## Taxonomia
Esta espécie monotípica foi originalmente descrita por Johann Baptist von Spix em 1824, sob o nome Picus maculifrons. Sua localidade típica foi o Rio de Janeiro. Forma uma superespécie com pica-pau-de-sobre-vermelho (Veniliornis kirkii), pica-pau-do-Chocó (Veniliornis chocoensis), pica-pau-de-colar-dourado (Veniliornis cassini) e pica-pau-avermelhado (Veniliornis affinis).